# Dobravica (gmina Šentjernej)
Dobravica – wieś w Słowenii, w gminie Šentjernej. W 2018 roku liczyła 174 mieszkańców.